# Mestre Canjiquinha
Washington Bruno da Silva (Salvador, 25 de setembro de 1925 - 8 de novembro de 1994), também conhecido como Mestre Canjiquinha, foi um capoeirista brasileiro, discípulo do conhecido capoeirista Antônio Raimundo Aberrê.
Canjiquinha é reconhecido por possuir grande habilidade para cantar músicas de capoeira e possui um vasto repertório destas. Também foi mestre de capoeiristas conhecidos, como Antonio Diabo, Burro Inchado, Madame Geni, Victor Careca, Robertão, Manoel Pé de Bode, Mestre Paulo dos Anjos, Brasília, Lua Rasta e Cristo Seco. Além disso, a primeira mestra de capoeira conhecida a ser graduada foi Mestra Cigana (Fátima Colombiana), a qual foi consagrada mestra por Mestre Canjiquinha.

## Biografia e história na capoeira
Filho de José Bruno da Silva e Amália Maria da Conceição, Canjiquinha nasceu na Rua Maciel de Baixo nº 6, no centro histórico de Salvador, em cima de um armazém. Tinha dois irmãos e uma irmã, sendo o mais velho deles.
Quando criança, Washington estudou no Colégio Fernandes Azevedo, no Pelourinho. Porém, seu pai (que era alfaiate) abandonou ele e sua mãe (que era lavadeira) e se deslocou para Ilhéus. Assim, eles tiveram que se mudar da Rua Maciel de Baixo e Canjiquinha passou a trabalhar para ajudar sua mãe, precisando dessa forma largar os estudos. Aos 12 anos começou a carregar carga na feira e aos 14 começou a trabalhar como sapateiro. Sua mãe faleceu quando este tinha 18 anos de idade.
Canjiquinha teve seu primeiro contato com a capoeira em 1935, em um bar no bairro de Brotas (Salvador). Ele frequentava todo domingo o bar, até que conheceu seu mestre chamado Antônio Raimundo e apelidado de Aberrê.
O nome Canjiquinha surgiu em 1938 a partir de seu amigo Dálton Barros, que criou este apelido em virtude do capoeirista cantar com bastante frequência a música Canjiquinha quente, composta por Roberto Martins e cantada por Carmen Miranda. Em 1949, ele introduziu o conhecido Mestre Paulo dos Anjos na prática da capoeira, consagrando este como Mestre posteriormente.
Se casou em 1955 com sua esposa Ivone. Com outra mulher teve cinco filhos, entre eles Joilton, e adotou sua outra filha Cláudia.

## Apresentações oficiais
Canjiquinha foi um dos capoeiristas baianos que mais foi convidado para exibições, seja na Bahia ou em outros estados brasileiros

### 1959
Apresentações na inauguração da Feira de Ibirapuera em São Paulo e no Rio Grande do Sul, a convite oficial do órgão de turismo municipal

### 1960
Apresentações na Revista Manchete, TV Tupi e Universidade do Brasil, no Rio de Janeiro

### 1964
- Apresentação na residência de veraneio do então governador do Rio Grande do Norte Aluízio Alves, em Natal, para comemoração de seu aniversário
- Em São Paulo, se apresentou na Feira de Arte Popular, TV Excelsior, TV Tupi São Paulo, Boate Chame-chame, São Sebastião Bar, Boate Twist, Clube dos Milionários
- Na capital paulista também se apresentou na casa do cantor e compositor João Gilberto

### 1965
Apresentações no Cinema de Senhor do Bonfim e no Cinema Juazeiro na cidade de Juazeiro na Bahia

### 1966
- Apresentação na Rádio Cultura e no Ginásio Péricles Valadares em Feira de Santana
- Apresentação no Cinema Alagoinhas em Alagoinhas
- Apresentação em Catu, na sede da Petrobras
- Apresentação no Clube Periperi em Periperi
- Apresentação em São Luís (Maranhão) no Palácio do Governador e na residência do prefeito da cidade. Ainda na capital maranhense ele se apresentou no Jornal Pequeno, TV Ribamar e no Ginásio Rodrigues Costa. Já em Bacabal, se apresentou no Teatro de Arena Municipal
- Apresentação no Hotel São Francisco em Petrolina
- Apresentação na Rádio Teresina, em Teresina

### Cinema
Mestre Canjiquinha foi um dos capoeiristas que mais atuou no cinema, tanto em longas como também em curtas metragens. Como mestre de capoeira, trabalhou nos longas-metragens Os Bandeirantes, Barravento, O Pagador de Promessas, Senhor dos Navegantes, Samba e diversos curtas-metragens.